# Louis François Marie Le Tellier de Barbazieux
Louis François Marie Le Tellier, marchese di Barbazieux (Barbezieux-Saint-Hilaire, 23 giugno 1668 – Versailles, 5 gennaio 1701), è stato un politico e nobile francese.

## Biografia
Figlio del marchese Francois Michel Le Tellier de Louvois,  ministro della guerra di Luigi XIV di Francia, Louis Francois nacque in uno dei possedimenti paterni nel 1668. Suo nonno, Michel Le Tellier, era stato cancelliere di Francia.
Come il padre fu avviato alla carriera politica. E su pressione del genitore, fu nominato vice segretario nell'ufficio del padre, il ministero della guerra, il 5 dicembre 1681, ottenendo così il diritto di succedergli. Poi, alla effettiva morte del genitore, il 16 luglio 1691, gli successe nell'incarico, avvalendosi della collaborazione di Jules-Louis Bolé de Chamlay. Fu anche Cancelliere e custode dei sigilli dell'Ordine dello Spirito Santo. Entrò in carica come segretario di stato nel corso della guerra di successione del Palatinato, e subito il sovrano si rese conto che le sue capacità non erano paragonabili a quelle del suo predecessore. Sul piano pratico, l'esercito francese iniziò a perdere efficacia sotto la sua direzione. Secondo lo storico Marie-Nicolas Bouillet, "in un primo momento si dimostrò degno della fiducia accordatagli, ma poi trascurò i suoi affari per i suoi piaceri". Luigi XIV, insoddisfatto del suo operato, se ne risentì con suo zio, l'arcivescovo di Reims, che non riuscì a far riammettere il nipote nelle grazie del sovrano. Non fu mai incluso nel consiglio di stato, pur non venendo licenziato dall'incarico di segretario di stato per la guerra.
Louis François Marie Le Tellier morì il 5 gennaio 1701. Dopo la sua morte, la sua famiglia vendette il diritto di successione alla carica di ministro della guerra per 300.000 livres.

## Matrimonio e figli

Louise de Crussol

Louis François Marie Le Tellier sposò il 12 novembre 1691 Louise de Crussol (m. 1694), figlia di Emmanuel II de Crussol, duca di Uzès e di sua moglie, Marie-Julie de Sainte-Maure; da questa unione nacque una figlia:
- Anne Catherine Eléonore Le Tellier (m. 21 ottobre 1716).

Rimasto vedovo, si risposò l'11 gennaio 1696 con Marie-Thérèse d'Alègre (m. 19 ottobre 1706), figlia di Yves d'Alègre, marchese d'Alègre, futuro maresciallo di Francia, dalla quale ebbe due figli:
- Marie Madeleine Le Tellier (1698-1735), sposò il 31 maggio 1717 François (1689-1750), duca di Harcourt, maresciallo di Francia; fu antenata comune di molti regnanti d'Europa, dall'imperatrice Sissi ai re del Belgio e i granduchi di Lussemburgo.
- Louise Françoise Angélique Le Tellier (m. 8 luglio 1718), sposò Emmanuel Théodose de La Tour d'Auvergne, duca di Bouillon.

## Araldica
| Stemma | Descrizione                                            | Blasonatura |
|        | Louis François Marie Le Tellier Marchese di Barbezieux | D'azzuro, a tre lucertole d'argento poste in palo; capo di rosso caricato di tre stelle d'oro. Ornamenti esteriori da marchese. Cavaliere dell'Ordine dello Spirito Santo. |